# Ballindalloch

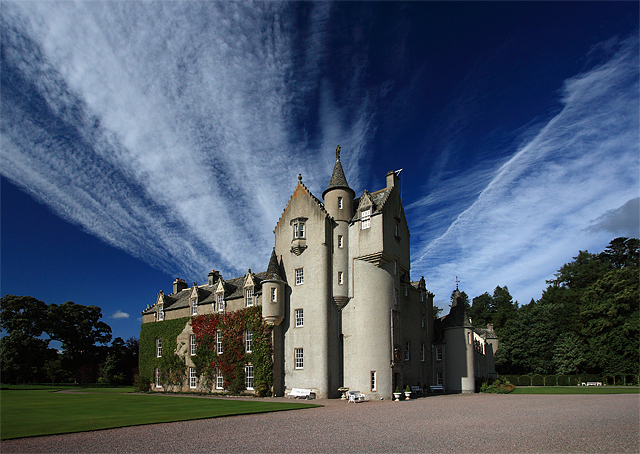
Ballindaloch zámek

Ballindaloch je skotská vesnička, ležící u řeky Spey, ve správní oblasti Moray. Je známá jako jedno z center výroby Skotské whisky a jako jedno z historických míst, dokládající kulturu Piktů. V 16. století zde byl vystavěn hrad - Ballindalloch Castle.